# 451 до н. е.

## Події
- 451 (Т.Лівій. Історія … М., 1989-93, т.1, с.143-146) — Консули Аппій Клавдій Красс Інрегілленсіс Сабін і Тит Генуцій Авгурін. Обрання з патриціїв і плебеїв комісії децемвирів (в їх число потрапили тільки патриції), полегшення їх консульської владою. (за Т.Лівієм — 302 рік від заснування Риму).
- 451 — Децемвіри: два консула (Ап. Клавдій Красс, Т.Генуцій), Тит Ветурія Красс Ціцурін (по Т.Лівію Луцій В.), Гай Юлій Юл, Авл Манлій Вольсон, Сервий Сульпиций Камерін Корнути (по Т.Лівію Публій З .), Публій сісти Капітон Ватикан, Публій Куріацій Фіст трігемінія, Тит Ромілій Рок Ватикан, Спурій Постумий Альб Регілленсіс.
- 451 — Суд над П.Сестіем.
- 451/0 — Афінський архонт-епонім Антидот.
- 451 — Повернення Кимона в Афіни після вигнання.
- 451 — Аргос змушений укласти мирний договір зі Спартою на 30 років.

- Середина V століття — У Кампанії етруські поселення частково завойовані, частково винищені самнитами.
- Середина V століття — Плавання карфагенянина Гімілько з Кадіса до берегів Франції та Британії.
- Середина V століття — Аристократичні пологи в Карфагені домоглися установи колегії 104-х суддів.
- Середина V століття — середина I століття — Культура Ла Тен в Центральній і Північно-Західній Європі (кельтська).
- Середина V століття — Розгром піфагорейських громад в Італії.
- Середина V століття — Перси визнають владу синів Инара і Аміртея над напівсамостійними володіннями в Нижньому Єгипті.
- Середина V століття — Затвердження релігії джайнізму в Індії.
- Середина V століття — Будівництво оборонних споруд на південних кордонах царства Ци.

## Померли
Вакхілід — давньогрецький ліричний поет, молодший сучасник Піндара, представник урочистої хорової лірики.